# Technikgeschichte

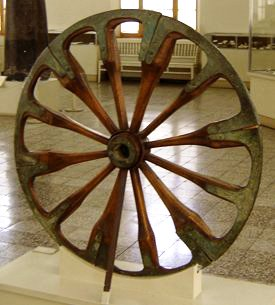
Berühmtes Beispiel der Technikgeschichte: Das Rad (ca. 4. Jahrtausend vor unserer Zeitrechnung erfunden)

Technikgeschichte ist eine wissenschaftliche Disziplin und Teilgebiet der Geschichtswissenschaft und umfasst Wege und Bedingungen, unter denen sich der technische Wandel vollzogen hat. Die Wissenschaft der Technikgeschichte untersucht, dokumentiert und analysiert diese. Dabei bedeutet Technik die „Gesamtheit aller Artefakte sowie aller Verfahren und Handlungen, mit denen der Mensch zum Erreichen eines Zweckes diese Artefakte vorausdenkend entwirft, herstellt und anwendet“ (Akoš Paulinyi). Die Technikgeschichte befasst sich mit der historischen Entwicklung von Methoden zur praktischen Anwendung unterschiedlicher Naturwissenschaften und Technologien. Gegenstand der Untersuchungen sind einzelne Entwicklungsstränge der Technik wie zum Beispiel die Dampfmaschine, ihr Einfluss auf die Industrialisierung sowie die Beschreibung der Biografie der Persönlichkeiten, die mit ihr zu nennen sind – in diesem konkreten Falle ihr Miterfinder und erfolgreicher Vermarkter James Watt.
Weiterhin untersucht sie als Technikfolgenabschätzung die Wechselwirkung zwischen technischem Fortschritt und der Geschichte sozialer Prozesse. Technikgeschichte (oft als „Geschichte der Naturwissenschaft und Technik“ bezeichnet) gibt es als Lehrstuhl an vielen größeren Universitäten. Ihre Relevanz erfährt die Technikgeschichte aus der technischen Prägung unserer Kultur. Ihr Ziel ist die Analyse kultureller und gesellschaftlicher Voraussetzungen, Bedingungen und Folgen von Technik. Dabei beschäftigt sich die Technikgeschichte mit der materiellen Kultur und nimmt daher, stärker als andere historische Disziplinen, auch Objekte in den Blick. Sie untersucht die Entstehung, Entwicklung und Durchsetzung von Artefakten und komplexen Sachsystemen. Sie erforscht technische Handlungen von Akteuren und die hierfür benötigten Wissensformen sowie den Gebrauch und die Aneignung von Artefakten durch Nutzer in allen Lebensbereichen. Technikhistorisches Wissen stellt somit einen zentralen Beitrag zur Orientierung in unserer von Technik geprägten Gegenwart dar.

## Geschichte
Die Technikgeschichte als institutionalisierte Wissenschaft entstand zu Beginn des 20. Jahrhunderts in einem ingenieurwissenschaftlichen Kontext. Bei Bemühen um die gesellschaftliche Anerkennung ihrer Arbeit als „Kulturleistung“ hatten die Ingenieure die Geschichte der Technik als ein Instrument hierfür entdeckt. Unterstützt wurden diese Bemühungen insbesondere von Conrad Matschoss vom Verein Deutscher Ingenieure (VDI). Weitere Impulse für eine Technikgeschichtsschreibung kamen aus der Soziologie und der Historischen Schule der Nationalökonomie, vor allem von Werner Sombart und Joseph Schumpeter, die sich mit Technik als Teil von „Wirtschaftssystemen“ und mit Innovationsprozessen beschäftigten.
Anfänglich stellte die Technikgeschichte eine „internalistische“ Beschreibung technischer Entwicklungen dar, die von Technikern für Techniker geschrieben wurde. Sie entwickelte sich nach erheblichen Konflikten in den 1970er Jahren zu einer historischen Disziplin.
Paradigmatisch wurde hierbei die 1975 erschienene „Moderne Technikgeschichte“ von Karin Hausen und Reinhard Rürup, die die Technikgeschichte der Gesellschaftsgeschichte und den Sozialwissenschaften annäherte und die Idee des technischen Fortschritts als Leitmotiv der Forschung grundsätzlich in Frage stellte.

## Wissenschaftliche Gesellschaften

### Deutschsprachig
Im deutschen Sprachraum sind vor allem folgende wissenschaftliche Fachgesellschaften zu nennen:
- Deutsche Gesellschaft für Geschichte der Medizin, Naturwissenschaft und Technik (gegründet 1901). Die DGGMNT repräsentierte neben der Technikgeschichte auch Naturwissenschaftsgeschichte und Medizingeschichte. Die DGGMNT und die Gesellschaft für Wissenschaftsgeschichte wurden im Jahr 2017 zur Gesellschaft für Geschichte der Wissenschaften, der Medizin und der Technik e. V. (GWMT) zusammengeschlossen.
- die zur industrie- und unternehmensgeschichtlichen Seite hin orientierte Georg-Agricola-Gesellschaft zur Förderung der Geschichte der Naturwissenschaften und der Technik (gegr. 1926) und der
- Verein Deutscher Ingenieure: VDI-Ausschuss Technikgeschichte. Der Ausschuss veranstaltet jedes Jahr eine technikhistorische Tagung und hat technikhistorische Arbeitskreise.[2]
- Gesellschaft für Technikgeschichte (GTG), 1991 gegründet. VDI und GTG geben gemeinsam die Zeitschrift „Technikgeschichte“ heraus.[2]

Es gibt zahlreiche Vereine interessierter Laien zu technikhistorischen Spezialgebieten.

### International
International sind unter anderem folgende Fachgesellschaften zu nennen:
- Die Society for the History of Technology (SHOT) aus den USA, die gewissermaßen die Dachorganisation der verschiedenen Technikhistorischen Gemeinschaften bildet, die oftmals Mitglied bei der SHOT sind und das
- International Committee for the History of Technology (ICOHTEC)
- Daneben existiert seit 1999 das europaweite Netzwerk Tensions of Europe, in dem Historiker aus 20 Ländern organisiert sind.

### Tagungen
Die Gemeinsame Jahrestagung 2021 der Gesellschaft für Technikgeschichte (GTG) und der Gesellschaft für die Geschichte der Wissenschaften, der Medizin und der Technik (GWMT) unter dem Thema "Skalen, Normen, Grenzwerte im (digitalen) Wandel" fand als Onlinetagung statt, ausgerichtet vom Technischen Museum Wien und der Universität Wien.

### Wichtige Periodika
- Technology and Culture der Society for the History of Technology (Abstracts + Inhaltsverzeichnisse frei, Artikel über JSTOR)
- ICON der ICOHTEC
- Technikgeschichte (Zeitschrift) der GTG (Register + Abstracts ab 1998 frei) – Website
- Blätter für Technikgeschichte
- Dresdener Beiträge zur Geschichte der Technikwissenschaften (Inhaltsverzeichnisse) – Online-Archiv

### Bücher (chronologisch geordnet)
- Franz Reuleaux (Hrsg.): Einführung in die Geschichte der Erfindungen. Bildungsgang und Bildungsmittel der Menschheit. 8. umgearbeitete und bedeutend erweiterte Auflage. Spamer, Leipzig u. a. 1884 (Das Buch der Erfindungen, Gewerbe und Industrien 1).
- Theodor Beck: Beiträge zur Geschichte des Maschinenbaues. Berlin: Springer, 1899.
- Franz M. Feldhaus: Die Technik. Ein Lexikon der Vorzeit, der geschichtlichen Zeit und der Naturvölker. Berlin 1914; 2. Aufl. München 1965; Neudruck München 1970.
- Conrad Matschoss: Ein Jahrhundert deutscher Maschinenbau von der Mechanischen Werkstätte bis zur Deutschen Maschinenfabrik 1819–1919. Springer, Berlin 1919.
- Conrad Matschoss: Männer der Technik. Ein biographisches Handbuch. 1925; Nachdruck: VDI-Verlag, Düsseldorf 1985
- Franz Maria Feldhaus: Kulturgeschichte der Technik: Skizzen. I–II, Berlin 1928; Neudruck (in einem Band) Hildesheim 1976.
- Franz M. Feldhaus: Die Technik der Antike und des Mittelalters. Potsdam 1931.
- Johannes Albert, Erwin Herlitzius, Frank Richter: Entstehungsbedingungen und Entwicklung der Technikwissenschaften VEB Deutscher Verlag für Grundstoffindustrie, Leipzig, 1982, 194 Seiten (Freiberger Forschungshefte D 145).
- Ulrich Troitzsch, Wolfhard Weber (Hrsg.): Die Technik. Von den Anfängen bis zur Gegenwart. Georg Westermann Verlag, Braunschweig 1982, ISBN 3-14-509012-7.
- Henning Eichberg: Die historische Relativität der Sachen. Auf dem Weg zu einer kritischen Technikgeschichte. Lit, Münster 1984.
- Wolfgang König, Wolfhard Weber: Netzwerke, Stahl und Strom. 1840 bis 1914. Propyläen Ullstein, Berlin u. a. 1990, ISBN 3-549-05229-4 (Propyläen Technikgeschichte 4).
- Ian McNeil (Hrsg.): An Encyclopaedia of the History of Technology. Routledge, London u. a. 1990, ISBN 0-7099-3579-X (Routledge Reference).
- Joachim Radkau: Technik in Deutschland vom 18. Jahrhundert bis zur Gegenwart. 2. Auflage. Suhrkamp, Frankfurt am Main 1990, ISBN 3-518-11536-7 (Edition Suhrkamp. Neue historische Bibliothek 1536 = Edition Suhrkamp. NF 536).
- Dieter Hägermann, Helmuth Schneider: Landbau und Handwerk. 750 v. Chr. bis 1000 n. Chr. Propyläen Ullstein, Berlin u. a. 1991, ISBN 3-549-05226-X (Propyläen Technikgeschichte 1).
- Akoš Paulinyi, Ulrich Troitzsch: Mechanisierung und Maschinisierung. 1600 bis 1840. Propyläen Ullstein, Berlin u. a. 1991, ISBN 3-549-05228-6 (Propyläen Technikgeschichte 3).
- Hans-Joachim Braun, Walter Kaiser: Energiewirtschaft, Automatisierung, Information. Seit 1914. Propyläen Ullstein, Berlin u. a. 1992, ISBN 3-549-05230-8 (Propyläen Technikgeschichte 5).
- Karl-Heinz Ludwig, Volker Schmidtchen: Metalle und Macht. 1000 bis 1600. Propyläen Ullstein, Berlin u. a. 1992, ISBN 3-549-05227-8 (Propyläen Technikgeschichte 2).
- Helmuth Schneider: Einführung in die antike Technikgeschichte. Wissenschaftliche Buchgesellschaft, Darmstadt 1992, ISBN 3-534-08335-0 (Die Altertumswissenschaft).
- Burkhard Dietz (Hrsg.): Technische Intelligenz und „Kulturfaktor Technik“. Kulturvorstellungen von Technikern und Ingenieuren zwischen Kaiserreich und früher Bundesrepublik Deutschland. Waxmann, Münster u. a. 1996, ISBN 3-89325-447-1 (Cottbuser Studien zur Geschichte von Technik, Arbeit und Umwelt, 2), Rezension.
- Maurice Dumas (Hfrsg.): Histoire générale des techniques (5 Bände, 3744 Seiten). Presses Universitaires de France 1996, ISBN 978-2-13-047860-7
- Donald Cardwell: Viewegs Geschichte der Technik. Vieweg, Wiesbaden u. a. 1997, ISBN 3-528-06647-4.
- Wolfhard Weber, Lutz Engelskirchen: Streit um die Technikgeschichte in Deutschland 1945–1975. Waxmann, Münster u. a. 2000, ISBN 3-89325-992-9 (Cottbuser Studien zur Geschichte von Technik, Arbeit und Umwelt 15).
- James E. McClellan III, Harold Dorn: Science and Technology in World History. An Introduction. 2. Auflage. Johns Hopkins University Press, Baltimore MD 2006, ISBN 0-8018-8360-1.
- Christian Kleinschmidt (Hrsg.): Kuriosa der Wirtschafts-, Unternehmens- und Technikgeschichte. Miniaturen einer „fröhlichen Wissenschaft“. Klartext-Verlag, Essen 2008, ISBN 978-3-89861-969-1
- Rolf-Jürgen Gleitsmann-Topp, Rolf-Ulrich Kunze, Günther Oetzel: Technikgeschichte. Eine Einführung. UVK Verlags-Gesellschaft, Konstanz 2009, ISBN 978-3-8252-3126-2 (UTB 3126 Geschichte).
- Wolfgang König: Technikgeschichte. Eine Einführung in ihre Konzepte und Forschungsergebnisse. Steiner, Stuttgart 2009, ISBN 978-3-515-09423-8 (Grundzüge der modernen Wirtschaftsgeschichte 799).
- Wolfgang König (Hrsg.): Technikgeschichte. Steiner, Stuttgart 2009, ISBN 978-3-515-09356-9 (Basistexte – Geschichte, 5)
- Martina Heßler: Kulturgeschichte der Technik. Campus, Frankfurt a. M. 2012, ISBN 3-593-39740-4. (Historische Einführungen)
- Ronald D. Gerste: Wie Technik Geschichte macht: Von Gutenberg bis zum Smartphone. Klett-Cotta, Stuttgart 2025, ISBN 978-3608988017